# Il sole è anche una stella
Il sole è anche una stella (The Sun Is Also a Star) è un film del 2019 diretto da Ry Russo-Young.
Il film, sceneggiato da Tracy Oliver, basato sull'omonimo romanzo per ragazzi di Nicola Yoon, è interpretato da Yara Shahidi e Charles Melton e racconta di una giovane coppia che si innamora, mentre una delle loro famiglie deve affrontare la deportazione.
È stato distribuito in sala negli Stati Uniti il 17 maggio 2019 da Warner Bros. Pictures e Metro-Goldwyn-Mayer. Il film ha ricevuto recensioni contrastanti dalla critica ed è stato un fallimento al botteghino, dove ha incassato solo 6 milioni di dollari a fronte del suo budget di 9 milioni.

## Trama
Natasha vive a New York City ma, insieme alla sua famiglia, dovrà essere rimpatriata in Giamaica tra un giorno. La ragazza è determinata a evitarlo, quindi fissa un appuntamento con l'ufficio immigrazione per tentare ogni possibilità. Incontra un avvocato, Lester Barnes, che impossibilitato a risolvere alcunché, suggerisce di rivolgersi a Jeremy Martinez, l'unico che potrebbe essere in grado di ottenere almeno una proroga. Natasha riesce così ad ottenere un appuntamento con questo per la tarda mattinata.
Daniel Bae si sta preparando per un colloquio per accedere al prestigioso Dartmouth College. Proviene da una famiglia coreana e sono proprio i suoi genitori a spingerlo a perseguire una carriera come medico. Ha anche un fratello, Charles, che è sprezzante e scortese con lui.
Alla Grand Central Station Daniel vede Natasha e viene immediatamente colpito da lei. Nota anche la sua giacca, dove campeggia la scritta "Deus Ex Machina", una frase a cui stava pensando la stessa mattina. Leggendovi una sorta di destino, pensa che sia il caso di seguirla.
Daniel, accorgendosi che un'auto impazzita sta per investire la ragazza distratta, con coraggio e tempestività la mette in salvo. Natasha, superato lo choc, accetta la corte di Daniel, più romantico di lei, che la sfida dicendosi convinto di poterla fare innamorare di lui in un solo giorno. I due vanno in un caffè prima di recarsi ai rispettivi appuntamenti.
Daniel accompagna Natasha nell'ufficio di Jeremy, che si trova nello stesso edificio in cui è previsto il suo colloquio, che nel frattempo è stato rimandato. Natasha scopre che l'avvocato Jeremy, vittima di un investimento (probabilmente ad opera della stessa auto alla quale lei è scampata), è in ospedale e dunque l'appuntamento viene posticipato al pomeriggio.
Avendo del tempo a disposizione, Daniel porta Natasha nel negozio di articoli per capelli afro, di proprietà della sua famiglia. Lì, Charles prende in giro il fratello di fronte a Natasha, mentre il padre, per quanto più cordiale, accresce ulteriormente l'imbarazzo di Daniel.
Quindi Natasha, appassionata di astronomia, porta il ragazzo in un planetario dove i due si tengono per la prima volta per mano. Successivamente i due si recano in un karaoke coreano dove Daniel canta Crimson and Clover a Natasha prima di scambiarsi il loro primo bacio. Dopo, Natasha immagina una propria vita insieme a Daniel, con il matrimonio e un figlio nel loro futuro. Dopo di che, in ritardo per il suo appuntamento con l'avvocato, va via sconvolta suscitando la sorpresa di Daniel, cui finalmente rivela che la sua famiglia sta per essere espulsa dagli Stati Uniti e che è questo il motivo del suo dolore. All'incontro con Jeremy Martinez, questi si offre di organizzare un nuovo processo per il caso della famiglia di Natasha per il giorno successivo.
Daniel torna al negozio dei suoi, dove i soliti battibecchi con Charles sfociano in una rissa risolta poi dal loro padre.
Natasha, rincuorata dalle speranze alimentate dal suo incontro, si reca anche lei al negozio dove però Daniel non c'è più. Sorprendentemente viene aiutata da Charles che le dà il numero del fratello. I due così si ritrovano e trascorrono il resto della giornata insieme prima di addormentarsi al Central Park.
La mattina dopo, sia Natasha che Daniel sono occupati dai rispettivi appuntamenti. Daniel si reca così al colloquio per la Dartmouth che è con lo stesso Jeremy Martinez che si occupa del caso di Natasha. Questa, presentatasi in anticipo, fa irruzione nello studio dell'avvocato scoprendo che la sua istanza è stata respinta e che quindi lei e la sua famiglia dovranno lasciare il paese immediatamente. La ragazza è distrutta e Daniel la segue mandando in fumo il proprio colloquio. Giunti a casa di lei, Daniel fa appena in tempo a conoscere la famiglia di Natasha che sta dirigendosi all'aeroporto.
Prima di dirsi addio lei gli dice di amarlo riconoscendone quindi il successo nella sfida che lui aveva lanciato.
Tornata in Giamaica Natasha prosegue i suoi studi laureandosi successivamente in astronomia a Londra mentre Daniel frequenta l'Hunter College.
Cinque anni dopo il suo addio forzato, Natasha torna a New York ma solo come scalo, prima di raggiungere San Francisco per un dottorato di specializzazione che le ha permesso di avere il visto per studenti. Si reca nello stesso caffè in cui andò appena conosciuto Daniel e vi incontra l'avv. Ramirez che dice di non vedere il ragazzo dal giorno del colloquio. Natasha sembra ormai rassegnata a non rivedere il suo grande amore, anche perché lui risulta irreperibile persino sui social media. Mentre sta per lasciare il locale, Natasha ascolta la voce di un uomo che è in procinto di leggere una poesia dedicata al sole. Riconosce la voce di Daniel e torna indietro. Lui le si avvicina e le chiede di trascorrere insieme il resto della giornata, ma lei gli fa sapere che ha solo circa un'ora a disposizione. Niente di nuovo per Daniel ma stavolta l'impressione è che si possa dare concretezza a quelli che sembrava dovessero rimanere solo dei sogni.

## Produzione
Le riprese sono iniziate il 19 giugno 2018.
A giugno, Camrus Johnson è stato scelto per interpretare Omar, e il 29 giugno 2018 anche Miriam A. Hyman si è unita al cast, nel ruolo della madre di Natasha, la signora Kingsley, una laboriosa cameriera di origine giamaicana, rassegnata all'espulsione della sua famiglia. Nel luglio 2018, Cathy Shim è stata scelta per interpretare Min Soo Bae, un'immigrata coreana.
Herdis Stefánsdóttir ha composto la colonna sonora del film, mentre Dustin O'Halloran ne è stato il produttore. La colonna sonora è stata pubblicata su Sony Classical.

## Promozione
Il primo trailer è stato pubblicato il 9 aprile 2019.

## Distribuzione
La pellicola è stata distribuita nelle sale cinematografiche statunitensi il 17 maggio 2019, mentre in Italia (dove doveva essere distribuita a partire dall'8 agosto 2019) è stata resa disponibile sulle migliori piattaforme streaming dal 28 agosto successivo, cancellando l'uscita al cinema.

## Accoglienza

### Incassi
The Sun Is also a Star ha incassato $5 milioni negli Stati Uniti e in Canada e $1,6 milioni nel resto del mondo, per un totale mondiale di $6,6 milioni.
Negli Stati Uniti e in Canada, il film è stato distribuito il 17 maggio 2019 insieme a John Wick: Chapter 3 - Parabellum e A Dog's Journey, e inizialmente si immaginava un incasso di 6-12 milioni di dollari venendo proiettato in 2.037 sale nel suo primo weekend. Tuttavia, dopo aver guadagnato solo un milione il primo venerdì, le stime sono state ridotte a 3 milioni. Alla fine ha ottenuto 2,5 milioni di dollari, uno dei peggiori incassi di sempre nel weekend di debutto, per un film proiettato in oltre 2000 sale.

### Critica
Sul sito Rotten Tomatoes, il film detiene un grado di approvazione del 52% sulla base di 79 recensioni, con una valutazione media di 5,66/10. Il consenso critico del sito Web recita: "Il sole è anche una stella ha un paio di aspetti facili da amare, ma mette alla prova l'affetto del pubblico con una trama che mina la credibilità oltrepassando il punto di rottura". Su Metacritic, il film ha un punteggio medio ponderato di 52 su 100, basato su 25 critiche, che indicano "recensioni contrastanti o medie". Il pubblico intervistato da CinemaScore ha assegnato al film un voto medio di "B-" su una scala da A+ a F.